# Héctor Cúper
Héctor Raúl Cúper (Chabas, 16 november 1955) is een Argentijns voetbaltrainer en voormalig profvoetballer die voornamelijk als verdediger speelde. Hij kwam vijf keer uit voor het Argentijns voetbalelftal.

## (Begin)jaren als voetballer
Cúper begon zijn carrière in 1976, als voetballer bij Ferro Carril Oeste. Hier speelde hij tot 1988, en dus het grootste gedeelte van zijn actieve carrière als voetballer. In 1977 maakte hij een uitstapje naar Indepediente Rivadavia. Met Ferro klom hij op naar hoogste divisies in het Argentijnse voetbal. In 1988 ging hij naar Huracán. In 1992 stopte hij zijn actieve carrière.
Het succes van Cúper zorgde er ook voor dat hij in het Argentijnse nationale elftal terechtkwam. Hij speelde vijf interlands, maar mocht niet mee naar het WK voetbal 1982.

## Jaren als trainer
Nadat hij in 1992 gestopt was bij Huracán, werd hij daar gelijk trainer. Hier presteerde hij naar behoren. In 1995 ging hij naar Lanús, waar hij aardig presteerde. In 1996 won Cúper met Lanús over twee wedstrijden de finale van de Copa CONMEBOL met 2–1 van Independiente Santa Fe.
In 1997 vertrok Cúper naar Spanje, waar hij aan de slag ging als trainer van RCD Mallorca. In het eerste seizoen behaalde hij direct de finale van de Copa del Rey, waarin werd verloren van FC Barcelona. Het seizoen daarna kwamen ook de prestaties in Europa, waarin de ploeg de finale van de - laatste - Europacup II behaalde. De finale werd verloren van Lazio. Verder kwam dat seizoen de revanche op FC Barcelona, want zijn ploeg won de Supercopa de España. Hij bereikte de derde plaats in de competitie, een historische prestatie, wat Mallorca toegang verschafte tot de UEFA Champions League.
Het succes met Mallorca bracht Cúper in 1999 naar Valencia. Hij bracht ook deze ploeg naar een hoger niveau. In de UEFA Champions League bereikte hij de finale in 2000 en 2001. Hij verloor beide finales van respectievelijk Real Madrid en Bayern München; de laatste tijdens een serie strafschoppen. Wel werd in 1999 opnieuw de Supercopa de España gewonnen door over twee wedstrijden met 4–3 te winnen van opnieuw FC Barcelona.
In 2001 begon Cúper bij Internazionale, waarmee hij de derde en tweede plaats bereikte in de Serie A. Hij bleef pech hebben, want in de UEFA Champions League van 2003 verloor hij de halve finale van stadgenoot AC Milan, op het verschil in uitdoelpunten. Datzelfde seizoen werd hij ontslagen bij Internazionale, omdat zij achtste werden in de competitie.
Na een jaar geen trainer te zijn geweest, ging hij in 2004 aan de slag bij zijn oude liefde Mallorca. Maar zoals het eind jaren '90 ging, ging het nu niet meer. Cúper ontsnapte met Mallorca net aan degradatie. In februari 2006 diende hij zijn ontslag in.
Begin 2007 kreeg hij een baan aangeboden bij Real Betis, maar ook hier kon hij niet imponeren, waardoor hij op 2 december 2007 ontslagen werd. Na een passage bij Parma werd hij opnieuw clubloos.
In augustus 2008 werd hij aangesteld tot bondscoach van Georgië. Ook hier hield hij het niet lang vol, want in november 2009 nam hij ontslag nadat het land zich niet had weten te plaatsen voor de WK-eindronde. Van de zestien wedstrijden onder zijn leiding won de ploeg slechts een wedstrijd tegenover vier gelijke spelen en elf nederlagen.
Cúper was sinds maart 2015 trainer van het Egyptisch voetbalelftal. Hij trad aan als de opvolger van de in november 2014 vertrokken Shawki Gharib. Hij kreeg als opdracht mee zich met de nationale ploeg te plaatsen voor het WK voetbal 2018 in Rusland. Cúper slaagde in die opdracht, maar strandde op de eindronde in de eerste omloop na drie nederlagen op rij. Hij nam daarop ontslag en werd vervangen door de Mexicaan Javier Aguirre. Na zijn Egyptische avontuur was Cúper nog bondscoach van Oezbekistan.
In mei 2021 werd Cúper aangesteld als bondscoach van Congo-Kinshasa en werd hierdoor de eerste Argentijnse bondscoach ooit van het Afrikaanse land. Hij kreeg als opdracht mee zich met de nationale ploeg te plaatsen voor het WK voetbal 2022 in Qatar.

## Erelijst
Als trainer
 Lanús
- Copa CONMEBOL: 1996

 Mallorca
- Supercopa de España: 1998

 Valencia
- Supercopa de España: 1999

Individueel
- La Liga Trainer van het Jaar – Premio Don Balón: 1999
- UEFA Clubtrainer van het Jaar: 2000
- Globe Soccer Awards — Beste Trainer Arabisch Nationaal Team: 2017
- CAF Trainer van het Jaar: 2017